# Уродженці Волинської області, що загинули під час війни в Афганістані (1979-1989)
Згідно з даними книги «Чорні тюльпани. Афганський мартиролог України» всього під час бойових дій у Афганістані (1979–1989) загинуло 66 уродженців Волинської області, однак місцеві ЗМІ говорять про 70 загиблих.
| №   | Прізвище, ім'я, по батькові       | Про особу | Дата смерті       | Обставини смерті                                                     |
| --- | --------------------------------- | --- | ----------------- | -------------------------------------------------------------------- |
| 1.  | АНТОНЮК Василь Феодосійович       | 10 серпня 1964, місце проживання матері: с. Видерта Камінь-Каширського р-ну. До призову на військову службу працював в ПМК. У листопаді 1982 р, відправлений рядовим в Афганістан.                                       | 2 грудня 1983     |                                                                      |
| 2.  | БАДЕНЧУК Володимир Володимирович  | 5 березня 1968, місце проживання батьків: м. Луцьк. До призову на військову службу працював на шахті машиністом. У жовтні 1986 р. відправлений сержантом в Афганістан.                                                   | 20 лютого 1988    |                                                                      |
| 3.  | БАНДЖА Микола Олексійович         | 8 квітня 1965, місце проживання матері: смт Голоби Ковельського району. До призову на військову службу навчався в технікумі. У січні 1984 р. відправлений мол. сержантом в Афганістан.                                   | 5 серпня 1984     |                                                                      |
| 4.  | БІЛИНЕЦЬ Віктор Григорович        | 3 грудня 1965, місце проживання батьків: с. Черемошне Ковельського району. До призову на військову службу працював у колгоспі трактористом. У жовтні 1985 р. відправлений мол. сержантом в Афганістан                    | 4 березня 1986    | Помер від ран                                                        |
| 5.  | БОБРИК Микола Васильович          | 13 травня 1953,місце проживання батьків: смт Турійськ; вдови: м Хмельницький. У грудні 1986 р. відправлений підполковником в Афганістан.                                                                                 | 30 травня 1988    |                                                                      |
| 6.  | ВАЩУК Іван Іванович               | 9 жовтня 1967, місце проживання батьків, с. Литовеж Іваничівського р-ну. До призову на військову службу навчався в БПТУ. У листопаді 1986 р. відправлений мол сержантом в Афганістан.                                    | 11 листопада 1987 |                                                                      |
| 7.  | ВЕРЕСКУНОВ Анатолій Гнатович      | 5 липня 1942, місце проживання вдови, сина і доньки: м. Луцьк. У липні 1983 р. відправлений полковником в Афганістан. | 18 січня 1984     |                                                                      |
| 8.  | ВОЙТИЧУК Ростислав Микитович      | 12 березня 1954, місце проживання батьків: м. Володимир-Волинський. До призову на військову службу працював у ПМК. У червні 1981 р. відправлений прапорщиком в Афганістан.                                               | 14 листопада 1981 |                                                                      |
| 9.  | ГЛУШАКОВ Анатолій Дмитрович       | 4 грудня 1955, місце проживання батьків: м. Ковель; вдови і сина: м. Калінінград, Росія. У серпні 1982 р. відправлений капітаном в Афганістан.                                                                           | 15 вересня 1984   |                                                                      |
| 10. | ГРИГОРУК Валентин Йосипович       | 17 травня 1955, місце проживання батька: с. Седлище Любешівського р-ну. До призову на військову службу працював на заводі. У червні 1981 р. відправлений прапорщиком в Афганістан.                                       | 13 квітня 1982    |                                                                      |
| 11. | ДЕНИСЮК Олег Петрович             | 19 березня 1968, місце проживання батька: с. Метельне Ківерцівського р-ну. До призову на військову службу працював у колгоспі трактористом. У квітні 1986 р. відправлений рядовим в Афганістан.                          | 20 червня 1987    |                                                                      |
| 12. | ДОМБРОВСЬКИЙ Едуард Володимирович | 7 жовтня 1968, місце проживання батьків, м. Луцьк. До призову на військову службу працював слюсарем. У серпні 1988 р. відправлений рядовим в Афганістан                                                                  | 14 жовтня 1988    |                                                                      |
| 13. | ДРИНА Володимир Олексійович       | 1 серпня 1964, місце проживання батьків: м. Берестечко Горохівського району. До призову на військову службу працював слюсарем на заводі. У травні 1983 р. відправлений мол. сержантом в Афганістан.                      | 22 вересня 1984   |                                                                      |
| 14. | ЖУК Володимир Степанович          | 22 серпня 1966, місце проживання батьків: м. Ковель. До призову на військову службу працював у локомотивному депо ст. Ковель. У лютому 1985 р. відправлений рядовим в Афганістан                                         | 30 березня 1986   |                                                                      |
| 15. | ЗАЛІПА Микола Васильович          | 10 травня 1961, місце проживання батька: с. Велимче Ратнівського р-ну. До призову на військову службу працював на шахті. У травні 1982 р. відправлений рядовим в Афганістан.                                             | 25 липня 1982     |                                                                      |
| 16. | ЗУБАЧ Микола Васильович           | 25 серпня 1966, місце проживання батьків: с. Ворокомле Камінь-Каширського р-ну. До призову на військову службу працював у колгоспі. У грудні 1984 р. відправлений рядовим в Афганістан.                                  | червень 1985      |                                                                      |
| 17. | КАРПОВИЧ Віталій Федорович        | 11 квітня 1968, місце проживання батьків: с. Підгороднє Любомльського р-ну. До призову на військову службу навчався в ПТУ. У квітні 1987 р. відправлений мол. сержантом в Афганістан                                     | 10 лютого 1988    |                                                                      |
| 18. | КОВАЛЬЧУК Олександр Семенович     | 17 лютого 1967, місце проживання батьків: с. Фаринки Камінь-Каширського р-ну. У жовтні 1985 р. відправлений рядовим в Афганістан.                                                                                        | липень 1986       |                                                                      |
| 19. | КОРЖАН Василь Нестерович          | 13 серпня 1960, місце проживання батьків: с. Любохини Старовижівського р-ну. До призову на військову службу працював у колгоспі. У листопаді 1980 р. відправлений мол. сержантом в Афганістан.                           | 4 лютого 1981     |                                                                      |
| 20. | КРУКОВЕЦЬ Василь Володимирович    | 3 травня 1965, місце проживання батьків: с. Люб'язь Любешівського р-ну. До призову на військову службу працював у колгоспі. У листопаді 1983 р. відправлений рядовим в Афганістан.                                       | 29 червня 1984    |                                                                      |
| 21. | КУСИК Василь Васильович           | 4 квітня 1961, місце проживання батьків: с. Нуйно Камінь-Каширського р-ну. До призову на військову службу навчався на курсах водїів. У квітні 1980 р. відправлений мол. сержантом в Афганістан.                          | 30 серпня 1980    |                                                                      |
| 22. | ЛЕВЧУК Іван Іванович              | 14 березня 1960, місце проживання батька: м. Рожище. До призову на військову службу працював у колгоспі. У лютому 1980 р. відправлений рядовим в Афганістан.                                                             | 11 травня 1980    |                                                                      |
| 23. | ЛОПУХОВИЧ Олександр Миколайович   | 27 листопада 1963, місце проживання батьків, с. Зарудчі Любешівського р-ну. У листопаді 1982 р. відправлений рядовим в Афганістан.                                                                                       | 25 серпня 1983    |                                                                      |
| 24. | ЛУК'ЯНОВ Анатолій Олександрович   | 17 липня 1963, місце проживання батьків, с. Туличів Турійського р-ну. До призову на військову службу працював на заводі. У квітні 1982 р. відправлений мол. сержантом в Афганістан.                                      | 26 жовтня 1982    |                                                                      |
| 25. | ЛЯЩУК Анатолій Васильович         | 23 листопада 1957, місце проживання батьків і доньки: смт Луків Турійського р-ну. До призову на військову службу навчався в БПТУ. У липні 1985 р. відправлений ст. прапорщиком в Афганістан.                             | 16 жовтня 1985    |                                                                      |
| 26. | МАНДЗЮК Михайло Володимирович     | 19 вересня 1963, місце проживання батьків, с. Грузятин Маневицького р-ну. До призову на військову службу працював у колгоспі. У травні 1982 р. відправлений рядовим в Афганістан.                                        | 18 квітня 1983    |                                                                      |
| 27. | МАТВІЄНКО Олександр Юрійович      | 9 січня 1965, місце проживання батьків: м. Луцьк. До призову на військову службу працював на заводі. У жовтні 1983 р. відправлений мол. сержантом в Афганістан.                                                          | 6 липня 1984      |                                                                      |
| 28. | МЕЛЬНИЧУК Олексій Олександрович   | 1 травня 1939, місце проживання вдови, сина і доньки: м. Мукачеве. У грудні 1979 р. відправлений майором в Афганістан.                                                                                                   | 21 травня 1980    |                                                                      |
| 29. | МУЗИКА Василь Миколайович         | 1 січня 1965, місце проживання батьків: с. Лобачівка Горохівського р-ну. До призову на військову службу працював слюсарем. У липні 1984 р. відправлений рядовим в Афганістан.                                            | 23 квітня 1985    |                                                                      |
| 30. | МУШКА Олександр Михайлович        | 23 листопада 1964, місце проживання батьків: с. Фаринки Камінь-Каширського р-ну. До призову на військову службу працював у колгоспі. У листопаді 1983 р. відправлений рядовим в Афганістан                               | лютий 1984        |                                                                      |
| 31. | НОВИКОВ Володимир Євгенович       | 15 липня 1948, місце проживання вдови, сина і доньки: м. Луцьк. До призову на військову службу працював на авіаційному заводі. У листопаді 1986 р. відправлений ст. прапорщиком в Афганістан                             | 27 квітня 1988    |                                                                      |
| 32. | ОКСЕНТЮК Петро Іванович           | 13 червня 1964, місце проживання батьків: с. Головне Любомльського р-ну. До призову на військову службу працював у колгоспі. У вересні 1982 р.відправлений мол. сержантом в Афганістан                                   | 23 вересня 1983   |                                                                      |
| 33. | ОКСЕНЮК Сергій Іванович           | 17 квітня 1960, місце проживання батьків: с. Козлиничі Ковельського р-ну. До призову на військову службу працював у сільгосптехніці. У квітні 1986 р. відправлений прапорщиком в Афганістан.                             | 24 квітня 1987    |                                                                      |
| 34. | ОЛЕНЮК Борис Миколайович          | 26 серпня 1967, місце проживання батьків: с Цміни Маневицького р-ну. До призову на військову службу працював на заводі. У вересні 1986 р. відправлений рядовим в Афганістан.                                             | 18 травня 1987    |                                                                      |
| 35. | ОМЕЛЯНЧУК Микола Іванович         | 11 квітня 1965, місце проживання батьків: с. Добре Камінь-Каширського р-ну. У січні 1986 р. відправлений мол. сержантом в Афганістан.                                                                                    | 30 серпня 1986    |                                                                      |
| 36. | ОСТАПЧУК Петро Дмитрович          | Місце проживання батьків: с. Гуменці Любомльського р-ну. До призову на військову службу навчався в БПТУ. У квітні 1982 р. відправлений мол. сержантом в Афганістан.                                                      | 1 травня 1983     |                                                                      |
| 37. | ПАНАСЮК Юрій Євгенович            | 20 лютого 1961, місце проживання батьків, с. Дожва Турійського р-ну. До призову на військову службу навчався в БПТУ. У січні 1980 р. відправлений мол. сержантом в Афганістан.                                           | 3 серпня 1980     |                                                                      |
| 38. | ПАСИК Олександр Адамович          | 1 серпня 1965, місце проживання батьків: с. Велика Глуша Любешівського р-ну. До призову на військову службу працював у колгоспі. У лютому 1984 р. відправлений рядовим в Афганістан.                                     | 7 серпня 1984     |                                                                      |
| 39. | ПЕТРУК Сергій Іванович            | 14 червня 1959, місце проживання брата: м. Володимир-Волинський. До призову на військову службу працював на заводі. У листопаді 1982 р відправлений лейтенантом в Афганістан.                                            | 17 лютого 1983    |                                                                      |
| 40. | ПЕТРЮК Володимир Іванович         | 16 квітня 1954, місце проживання вдови і сина: м. Луцьк. У жовтні 1985 р. відправлений прапорщиком в Афганістан. | 24 серпня 1986    |                                                                      |
| 41. | ПІВЕНЬ Анатолій Степанович        | 9 грудня 1960, місце проживання батьків-, с. Уховецьк Ковельського р-ну. До призову на військову службу працював у колгоспі. У січні 1980 р. відправлений мол. сержантом в Афганістан.                                   | 4 квітня 1980     |                                                                      |
| 42. | ПОТАПЧУК Віктор Володимирович     | 4 червня 1960, місце проживання батьків: с. Бруховичі Ковельського р-ну. До призову на військову службу працював у колгоспі. У березні 1980 р. відправлений мол. сержантом в Афганістан.                                 | 3 серпня 1980     |                                                                      |
| 43. | САВЧУК Валерій Іванович           | 16 липня 1963, місце проживання батьків: м. Камінь-Каширський. До призову на військову службу навчався в БПТУ. У вересні 1981 р. відправлений сержантом в Афганістан.                                                    | 19 травня 1982    |                                                                      |
| 44. | САГАН Василь Федорович            | 14 січня 1966, місце проживання батьків: с. Пульмо Шацького р-ну. До призову на військову службу працював у колгоспі. У листопаді 1984 р.відправлений рядовим в Афганістан.                                              | 23 вересня 1985   |                                                                      |
| 45. | СИЛЮК Василь Михайлович           | 25 травня 1961, місце проживання батьків: с. Уховецьк Ковельського р-ну. У січні 1980 р. відправлений мол. сержантом в Афганістан.                                                                                       | 3 серпня 1980     |                                                                      |
| 46. | СМЕТЮХ Олександр Сергійович       | 8 жовтня 1966, місце проживання батьків: м. Ковель. У травні 1986 р. відправлений рядовим в Афганістан. | 15 лютого 1987    |                                                                      |
| 47. | СОЛОВКО Микола Васильович         | 20 грудня 1960, місце проживання батьків, с. Городнє Любомльського р-ну. До призову на військову службу працював у колгоспі. У січні 1980 р. відправлений рядовим в Афганістан.                                          | 26 вересня 1980   |                                                                      |
| 48. | СТЕПАНЧЕНКО Антон Іванович        | 22 червня 1942, місце проживання вдови, доньки й сина: м. Любомль. До призову на військову службу працював у райлікарні фельдшером. У вересні 1982 р. відправлений прапорщиком в Афганістан.                             | 5 жовтня 1984     |                                                                      |
| 49. | СУЛІКОВСЬКИЙ Юрій Антонович       | 5 травня 1964, місце проживання батьків: с. Гута-Лісівська Маневицького р-ну. У травні 1982 р. відправлений рядовим в Афганістан                                                                                         | 3 травня 1984     |                                                                      |
| 50. | ТАНАНАЙКО Володимир Миколайович   | 25 травня 1964, місце проживання батьків: с. Літогоща Рожищенського р-ну. До призову на військову службу працював у колгоспі. У грудні 1983 р. відправлений рядовим в Афганістан.                                        | 31 травня 1984    |                                                                      |
| 51. | ТКАЧУК Віктор Анатолійович        | 19 лютого 1965, місце проживання батьків: м. Луцьк. До призову на військову службу працював на заводі. У травні 1985 р. відправлений мол. сержантом в Афганістан.                                                        | 11 липня 1985     |                                                                      |
| 52. | ТКАЧУК Володимир Григорович       | 12 січня 1958, місце проживання батьків: с. Старики Горохівського р-ну; вдови і доньки: м. Наро-Фомінськ. До призову на військову службу працював у колгоспі. У листопаді 1982 р. відправлений прапорщиком в Афганістан. | 21 жовтня 1984    |                                                                      |
| 53. | ТКАЧУК Ярослав Михайлович         | 23 грудня 1967, місце проживання батьків: м. Ковель. У серпні 1986 р. відправлений рядовим в Афганістан. | 3 жовтня 1986     | Важко захворів і помер                                               |
| 54. | ТРОФИМУК Микола Васильович        | 12 лютого 1962, місце проживання батьків: с. Вишнів Любомльського р-ну. До призову на військову службу працював у колгоспі. У липні 1981 р. відправлений рядовим в Афганістан.                                           | 12 травня 1982    |                                                                      |
| 55. | ТРОЦЮК Юрій Леонідович            | 7 липня 1966, місце проживання батьків: с. Доросині Рожищенського р-ну. До призову на військову службу працював на заводі. У листопаді 1985 р. відправлений мол. сержантом в Афганістан                                  | 24 червня 1986    |                                                                      |
| 56. | ХАЗІПОВ Олег Динфірович           | 27 серпня 1960, місце проживання батька: м. Луцьк. До призову на військову службу працював на автозаводі. У січні 1980 р. відправлений єфрейтором в Афганістан.                                                          | 5 липня 1980      |                                                                      |
| 57. | ХИЛЮК Володимир Ярославович       | 21 жовтня 1960, місце проживання батьків: с. Білин Ковельського р-ну. До призову на військову службу працював у колгоспі. У січні 1980 р.відправлений рядовим в Афганістан.                                              | 18 квітня 1980    |                                                                      |
| 58. | ХОМИЧ Володимир Дмитрович         | 21 листопада 1960, місце проживання батьків, с. Світязь Шацького р-ну. До призову на військову службу працював у колгоспі. У березні 1980 р.відправлений рядовим в Афганістан.                                           | 15 січня 1981     |                                                                      |
| 59. | ШВЕЦЬ Володимир Григорович        | 11 січня 1968, місце проживання батьків: с. Козлиничі Маневицького р-ну. До призову на військову службу працював на Рівненській АЕС контролером. У листопаді 1986 р. відправлений єфрейтором в Афганістан.               | 31 липня 1987     |                                                                      |
| 60. | ШЕВЧЕНКО Юрій Анатолійович        | 27 квітня 1967, місце проживання батьків: м. Ковель. До призову на військову службу працював слюсарем на заводі. В жовтні 1985 р.відправлений мол. сержантом в Афганістан                                                | 12 листопада 1986 |                                                                      |
| 61. | ШИМАНСЬКИЙ Валерій Олександрович  | 23 червня 1965, місце проживання батьків: с. Крупа Луцького р-ну. До призову на військову службу працював на заводі. У листопаді 1984 р. відправлений рядовим в Афганістан.                                              | 11 липня 1985     |                                                                      |
| 62. | ШТИК Петро Михайлович             | 6 серпня 1966, місце проживання батьків: с. Самари Ратнівського р-ну. До призову на військову службу працював на шахті. У серпні 1986 р. відправлений рядовим в Афганістан.                                              | 1 липня 1987      |                                                                      |
| 63. | ШУМИК Сергій Станіславович        | 4 травня 1969, місце проживання батьків: смт Любешів. До призову на військову службу навчався в БПТУ. У червні 1987 р. відправлений рядовим в Афганістан.                                                                | 3 квітня 1988     |                                                                      |
| 64. | ЦАЛАЙ Володимир Іванович          | 13 січня 1966, місце проживання батьків: с. Смідин Старовижівського р-ну. До призову на військову службу працював на швейній фабриці слюсарем. У вересні 1984 р. відправлений рядовим в Афганістан.                      | 27 травня 1985    |                                                                      |
| 65. | ЦАРУК Микола Іванович             | 5 січня 1961, місце проживання батьків: с. Смідин Старовижівського р-ну. У січні 1980 р. відправлений рядовим в Афганістан.                                                                                              | 30 серпня 1980    |                                                                      |
| 66. | ЮХИМЧУК Микола Іванович           | 14 квітня 1968, місце проживання матері: с. Залюття Старовижівського р-ну. У березні 1987 р. відправлений рядовим в Афганістан.                                                                                          | 6 серпня 1988     |                                                                      |
| 67. | Кузьмич Іван Степанович           | 1960, молодший сержант, Волинська область, Горохівський район, с. Підбереззя. До армії працював у радгоспі агрономом. В армії з 01.11.1979. До Афганістану з січня 1980, в / ч 82869.                                    | січень 1980       | Вважається пропавшим безвісти. Фактично втонув при форсуванні річки. |